# Radovți, Gabrovo
Radovți (în bulgară Радовци) este un sat în comuna Dreanovo, regiunea Gabrovo,  Bulgaria. 

## Demografie
Componența etnică a satului Radovți
     Bulgari (90,55%)
     Romi (8,66%)
     Nicio identificare (0,78%)
     Altele (0%)
La recensământul din 2011, populația satului Radovți era de 127 locuitori. Din punct de vedere etnic, majoritatea locuitorilor (90,55%) erau bulgari, cu o minoritate de romi (8,66%). Pentru 0,78% din locuitori nu este cunoscută apartenența etnică.